# Ana López-Puigcerver
Ana López-Puigcerver ist eine spanische Maskenbildnerin und Film- und Bühnencosmetologin. Sie wurde 2023 mit dem Europäischen Filmpreis und dreifach mit dem Goya ausgezeichnet und 2024 für den Oscar nominiert.

## Leben und Werk
Sie ist die Schwester der Hairstylistin Belén López-Puigcerver. Ana López-Puigcerver lebt in Madrid und ist verheiratet mit einem Kameramann sowie Mutter eines Kameramanns.
Sie arbeitete am 1999 erschienenen Film La lengua de las mariposas und wurde, zusammen mit Teresa Rabal, hierfür 2000 erstmals für den Goya nominiert. Mit ihrer Schwester und Teresa Rabal wurde sie für Alejandro Amenábars Film The Others 2002 erneut für den Goya und zusätzlich für den Gaudí Award nominiert. Für Das Meer in mir erhielt sie 2005 erstmals den Goya. Mit ihrer Schwester wurde sie 2012 für Blackthorn und 2014 für Grand Piano für den Goya nominiert. Sie arbeitete mit Pedro Almodóvar an Julieta und wurde hierfür, gemeinsam mit Sergio Pérez Berbel und David Martí, erneut für den Goya nominiert. Für Alejandro Amenábars Mientras dure la guerra wurde Ana López-Puigcerver 2020 zusammen mit David Martí und Belén López-Puigcerver mit dem Goya ausgezeichnet.
Bei dem Film Die Schneegesellschaft stellte sie mit ihrem Make-Up den allmählichen Verfall der Figuren in harschem Klima möglichst realistisch dar. Die Arbeit an diesem Film erforderte erhebliche Recherchen über den zugrundeliegenden Fall und Wirkung von Klima auf Gesichter. Sie war durch die Produzentin Sandra Hermida für das Projekt gewonnen worden und brachte ihre Schwester mit zum Filmstab. Ana López-Puigcerver wurde hierfür mit dem Europäischen Filmpreis und ihrem dritten Goya ausgezeichnet, und für den Oscar und zahlreiche weiteren Filmpreise nominiert.

## Ehrungen

### Auszeichnungen
- Europäischer Filmpreis 2023: Bestes Maskenbild für Die Schneegesellschaft (zusammen mit Belén López-Puigcerver, David Martí und Montse Ribé)
- Goya:

- 2005: Beste Maske für Das Meer in mir (zusammen mit Jo Allen, Mara Collazo und Manolo García)
- 2020: Beste Maske für Mientras dure la guerra (zusammen mit Belén López-Puigcerver und Nacho Díaz)
- 2024: Beste Maske für Die Schneegesellschaft (zusammen mit Belén López-Puigcerver und Montse Ribé)

### Nominierungen (Auswahl)
- Oscar 2024: Bestes Make-up und beste Frisuren für Die Schneegesellschaft (zusammen mit David Martí und Montse Ribé)